# جون مايلز (سياسي)
جون مايلز (بالإنجليزية: John Miles)‏ هو سياسي أسترالي، ولد في 5 مارس 1930، وتوفي في 29 ديسمبر 2010. انتخب عضو المجلس التشريعي الفيكتوري.